# Martin MacInnes
Martin MacInnes (Inverness, 25 febbraio 1983) è uno scrittore scozzese.

## Biografia
Nativo di Inverness, ha compiuto gli studi alla Smithton Primary, alla Culloden Academy, all'Università di Stirling (dove si è laureato nel 2004 con una tesi su Virginia Woolf) e infine all'Università di York dove ha conseguito un M.A. in letteratura inglese.
Ha esordito nella narrativa nel 2016 con il romanzo Infinite Ground, giallo di derivazione borgesiana, al quale ha fatto seguito il distopico Gathering Evidence nel 2020 e il fantascientifico Ascensione nel 2023.

## Opere

### Romanzi
- Infinite Ground (2016)
- Gathering Evidence (2020)
- Ascensione (In Ascension, 2023), Roma, SUR, 2024 traduzione di Daniele A. Gewurz e Isabella Zani ISBN 978-88-6998-413-6.

## Premi e riconoscimenti

### Vincitore
Somerset Maugham Award
- 2017 con Infinite Ground[7]

Premio Arthur C. Clarke
- 2024 con Ascensione[8]

### Finalista
Booker Prize
- 2023 nella longlist con Ascensione[9]